# Racconto fantastico
Il racconto fantastico è un genere letterario caratterizzato dalla narrazione di una vicenda che per alcuni suoi aspetti si colloca al di fuori della normalità, con episodi misteriosi e inspiegabili ambientati nel mondo reale oppure in luoghi fantastici o inventati.
Ha precedenti nella tradizione classica e medioevale e si sviluppò soprattutto nell'Ottocento. Il racconto fantastico è caratterizzato da una situazione iniziale normale che tuttavia viene sconvolta da un fatto inaspettato, strano. Nella situazione intermedia il protagonista si trova improvvisamente proiettato in un mondo assurdo e/o paradossale.

## Storia

### Il racconto fantastico nell'Ottocento
Il racconto fantastico nasce tra la fine del settecento e l’inizio dell’Ottocento con il Romanticismo tedesco, ma già a partire dal XVIII secolo aveva preso campo un genere narrativo che può essere considerato una delle prime manifestazioni del fantastico, il romanzo gotico. Il nome gotico gli viene attribuito perché in quel periodo avveniva la rinascita dello stile gotico in architettura e veniva riscoperto il Medioevo e il termine nero, dato che i fatti raccontati incutevano terrore e paura.
Si può far risalire la data dell'inizio di questo genere al 1764 con la pubblicazione del romanzo di Horace Walpole intitolato Il castello di Otranto, un’opera dall’intreccio complesso e ricco di colpi di scena, con alcune caratteristiche che diventarono topoi del genere gotico, e che furono assimilate nella narrativa fantastica successiva:
- l’ambientazione della vicenda: un passato tenebroso, spesso un Medioevo stereotipato, lontanissimo dal mondo della nascente società industriale;
- lo scenario: un castello in rovina (o un’abbazia) che nasconde oscuri segreti;
- gli oggetti di scena: cardini che cigolano, lanterne, botole, ecc.;
- i soggetti: il nobile malvagio, l’eroina candida, il valoroso eroe;
- la presenza del soprannaturale, sul cui intervento terrorizzante si fonda l’intreccio;
- l’effetto della paura ottenuto attraverso procedimenti vistosi (ad esempio ricorre spesso l’oscurità). Per Calvino, curatore di una raccolta di racconti fantastici dell’Ottocento, il fantastico può essere diviso in visionario (predominante all’inizio del secolo) e mentale, o astratto, o psicologico, o quotidiano (prevalente verso la fine del secolo). Il suo tema è il rapporto tra la realtà del mondo che conosciamo attraverso la percezione e la realtà del mondo del pensiero; l’essenza della letteratura fantastica, i cui effetti migliori stanno nell’oscillazione di livelli di realtà inconciliabili, è il problema della realtà di ciò che si vede: cose straordinarie che forse sono allucinazioni proiettate dalla nostra mente e cose usuali che forse nascondono, sotto l’apparenza banale, una seconda natura, inquietante, misteriosa, terrificante.

Secondo lo studioso Todorov il fantastico è l’esitazione provata da un essere il quale conosce solo le leggi naturali di fronte a un avvenimento apparentemente soprannaturale, ed esige che siano soddisfatte tre condizioni:
1. il lettore deve considerare il mondo dei personaggi come un mondo di persone viventi, ed esitare tra una spiegazione naturale ed una soprannaturale degli eventi;
2. anche un personaggio può provare la stessa esitazione;
3. il lettore non deve accettare né l’interpretazione allegorica né quella poetica

Poiché il fantastico dura il tempo di un’esitazione (comune al lettore e al personaggio) alla fine della storia il lettore, se non il personaggio, prende una decisione ed evade dal fantastico con due opzioni:
1. se le leggi della realtà rimangono intatte e spiegano i fenomeni l’opera appartiene allo strano;
2. se invece si devono ammettere nuove leggi di natura entriamo nel meraviglioso. Il fantastico viene così ad essere un genere che appartiene ad una zona di transizione tra lo strano ed il meraviglioso.

Almeno per la prima metà dell’Ottocento racconto fantastico significa racconto alla Hoffmann (1776-1822), figura di spicco del Romanticismo tedesco che inaugurò e introdusse nel repertorio del fantastico il tema del sogno, dell’allucinazione, le figure di personaggi visionari, inquieti, soggetti al fascino pericoloso suscitato dai loro stessi incubi e ossessioni. Con i suoi racconti, non siamo più nello scenario gotico, ma in interni borghesi della prima metà del secolo.
Nella sua opera La storia del riflesso perduto (1815) è possibile vedere come il tema del "doppio" sia centrale: si tratta di un racconto incentrato sul “doppio”, anche a prescindere dal tema del riflesso, poiché lo stesso sistema dei personaggi si articola in serie opposte.
È centrale il tema dello sdoppiamento di Erasmo e la perdita del riflesso, ma simboleggiante la situazione di inadeguatezza grottesca in cui il personaggio si è venuto a trovare, la perdita di credibilità nell’ambito familiare e sociale, risultato dell’avventura demoniaca interpretabile come trasgressione dei valori borghesi.
Il “doppio” riguarda anche la struttura narrativa poiché si tratta di un racconto nel racconto (Le avventure della notte di San Silvestro), che duplica un’analoga avventura vissuta dal narratore nella cornice.
Dopo Hoffmann l’autore che più ha influenzato il fantastico europeo è Edgar Allan Poe (1809-1849), che nei suoi racconti utilizzò spesso il repertorio e le atmosfere del romanzo gotico, ma se ne servì come di un mezzo per realizzare un’arte in cui anche gli effetti più macabri sono calibrati e studiati all’interno di una precisa strategia narrativa. L’opera dello scrittore statunitense si diffuse, grazie a Baudelaire, soprattutto in Francia, e ben presto costituì uno dei grandi modelli del fantastico.
Un esempio della sua tecnica narrativa emerge dalla sua opera Il ritratto ovale (1845), nel quale appare di nuovo il tema del “doppio”, oltre a quello dell’oggetto inanimato che prende vita. Il racconto è diviso in due parti, distinte anche dal cambiamento dell’enunciazione (prima persona nella prima, terza persona nella seconda), grazie all’espediente di inserire un manoscritto all’interno del testo.
La prima parte costituisce così una cornice che ha evidenti contatti con la tradizione “gotica”, la seconda parte presenta il “racconto nel racconto” nel quale Poe costruisce un crescendo emotivo che culmina nelle due esclamazioni finali, rispettivamente del pittore e del narratore di secondo grado; il narratore stesso non si pronuncia sull’attendibilità degli avvenimenti ma sospende il giudizio, suscitando l’incertezza del lettore.
L’ambientazione gotica e la descrizione curata dei luoghi mira a suscitare suspense, accresciuta anche dai riferimenti temporali.
Nella seconda metà dell’Ottocento in Inghilterra presero vita sottogeneri nuovi e fra essi un posto di rilievo ha la storia di fantasmi (ghost story) cui si dedicarono anche scrittori come Dickens; anche in questo caso il significato simbolico è quello di un rifiuto del materialismo prodotto dalla nascente società industriale.
Sempre nella seconda metà dell’Ottocento si diffuse l’interesse per i sogni (che era già presente, sulla scia del Romanticismo, nel primo Ottocento) e quello per i fenomeni psichici, forze misteriose della cui esistenza si cercava di fornire le prove; è assai significativo che la diffusione delle teorie psicoanalitiche di Freud in Europa intorno agli anni Venti segni il declino della storia di fantasmi: introducendo una conoscenza scientifica della vita della psiche, la teoria freudiana toglieva spazio all’ambiguità necessaria su cui si fondava la ghost story.

### Il racconto fantastico nel Novecento
Il fantastico novecentesco ha caratteri molto diversi ed è logico che sia così: mentre infatti, fino al Novecento gli scrittori partivano da concezioni abbastanza stabili di realtà, e per costruire l’assurdo-inverosimile si rivolgevano a fonti precise e anche prevedibili (es. fantasmi), con il Novecento entra in crisi la nozione univoca di realtà.
Divenendo labili e indefinite le proprietà di ciò che è reale, viene anche meno l’identificazione del suo opposto, e vengono di fatto abbattuti i confini tra reale e irreale: l’assurdo, il meraviglioso, si insinuano senza alcuna giustificazione nella quotidianità, rendendola minacciosa ed incomprensibile. All’angoscia dell’”al di là”, che domina il primo fantastico, si sostituisce quella per l’”al di qua”, poiché è la normalità stessa che ha assunto tratti da incubo.
Nel Novecento il fantastico si serve spesso di un tipo di rappresentazione metaforica, ed è più sofisticato e cerebrale; è tipica anche la consapevole rivisitazione del repertorio fantastico, inteso ormai come codice da utilizzare per differenti scopi o addirittura da sottoporre ad ironica lettura.
Ricca di testimonianze nella direzione del fantastico appare nel Novecento anche la cultura italiana, (mentre sono scarsi i testi del genere nell’Ottocento), ed il panorama si presenta variegato: dal cosiddetto realismo magico di Massimo Bontempelli all’opera di Buzzati, in cui ricorrono atmosfere angosciose, o al lucido gioco razionale di Calvino, fino al recupero di motivi del fantastico classico, ma con nuova novecentesca disperazione, in Pirandello.
È possibile vedere queste caratteristiche nell'opera Il buon vento (1923) di Bontempelli (1878-1960), un’opera che non ha a che fare con il fantastico classico: la possibilità che le metafore, prese alla lettera, diventino realtà è una sorta di estremizzazione delle potenzialità creative del linguaggio.
Il racconto si apre con una premessa (la scoperta della polverina magica) che serve da pretesto per introdurre una serie di situazioni fantastiche; manca una conclusione che risolva le situazioni anomale create e ristabilisca l’equilibrio iniziale tra i personaggi: al contrario, l’autore li lascia prigionieri di un gioco paradossale e senza fine. L’autore, nella sua produzione letteraria, mira ad un’arte in cui la descrizione realistica delle cose non precluda una loro interpretazione fantastica, allo scopo di far percepire al lettore la duplice dimensione (reale e magica) dell’esistenza, e in questo racconto, caratterizzato da uno stile semplice e lineare che contrasta con l’atmosfera paradossale, il tono è umoristico; solo nel finale il lessico ed il livello ritmico-fonico diventano più letterari.

## Temi e struttura
Nella trama generalmente il racconto fantastico presenta una situazione iniziale normale, che però viene presto sconvolta da un fatto inatteso, strano, imprevedibile, che proietta il protagonista in un mondo misterioso, assurdo, paradossale.
Elementi fondamentali sono:
- il senso del mistero;
- la difficoltà a interpretare razionalmente i fatti accaduti;
- lo stato di paura e di incertezza che nasce da situazioni solo apparentemente normali. La compresenza della dimensione reale e di quella fantastica tende a causare inquietudine.

La conclusione del racconto non prevede una spiegazione razionale degli eventi narrati.
La tecnica della suspense alimenta la tensione narrativa, la prosa si presenta semplice e concreta: personaggi e ambienti sono descritti in modo particolareggiato, per aumentare la loro apparenza reale. Le scelte linguistiche concorrono nella creazione di particolari atmosfere e sottolineano gli stati d'animo, i dubbi, le riflessioni del protagonista, che solitamente coincide con il narratore e racconta in prima persona. Gli effetti ossessivi sono invece ottenuti mediante la disposizione di frasi, aggettivi, sostantivi in modo tale da creare una tensione crescente (climax).
L’invenzione fantastica implica un modo narrativo in cui vi è contaminazione tra due ambiti di finzione letteraria, quella realistica e quella meravigliosa: in una catena di eventi percepiti dal lettore come verosimili, irrompono o si insinuano elementi inverosimili. Così bisogna ricorrere a procedimenti di accreditamento della storia, uno dei quali, soprattutto nel fantastico ottocentesco, è la presenza di una vera e propria cornice descrittivo-realistica, volta a conferire attendibilità e favorire l’identificazione del lettore. Nel fantastico novecentesco questa cornice in genere scompare e si riducono le dichiarazioni di attendibilità del narratore.
È possibile individuare alcune serie oppositive dalla cui trasgressione possono dipendere i temi del fantastico:
- concreto/astratto: in questo ambito rientrano le storie in cui vi è contaminazione tra sogno e realtà;
- animato/inanimato, vita/morte: sono le storie di fantasmi, o quelle di statue e ritratti che si animano;
- io/altro: l’io si sdoppia, e viene annullata l’identità personale;
- presente/passato/futuro: il tempo si contrae, si dilata, o cambia direzione;
- qui/là: lo spazio si annulla come distanza e subisce una metamorfosi antirealistica. All'interno del racconto fantastico ci sono due filoni:

1. fantastico visionario: è quello in cui appaiono le figure terrificanti che sembrano quasi materializzarsi davanti a chi legge;
2. fantastico mentale o quotidiano: in esso le figure sono solo mentali, paure, avvenimenti. Un altro aspetto è quello del narratore interno che può essere il protagonista o il testimone. Con questo tipo di narrazione si insinua un dubbio nel lettore, soprattutto quando il narratore è anche il protagonista; anche quando c’è l’impiego della terza persona in genere è presente comunque una forte focalizzazione sul protagonista e l’adozione del suo punto di vista.

Chi narra rinuncia in genere a tentare una spiegazione dell’inesplicabile, e la passività del narratore investe di responsabilità il lettore, obbligandolo ad uno sforzo interpretativo.
Altro metodo è quello editoriale che è una finzione nella quale l'autore trova un manoscritto e poi racconta una vicenda.
Nel racconto fantastico sono presenti diverse situazioni spazio-temporali:
- spazio: case antiche infestate da fantasmi, spiriti maligni, ville antiche disabitate, castelli diroccati con presenze che vengono a turbare la serenità della vita dei personaggi.
- tempo: le ambientazioni notturne, sospese nel tempo e nello spazio, con epoche che si accavallano facendo sì che i personaggi di oggi entrino in contatto con la vita ed i tragici avvenimenti dei personaggi delle epoche passate. Il finale è a sorpresa e di norma lascia aperta la possibilità a un prosieguo. Le tecniche narrative:
- enigma: dubbio del protagonista, si pone domande, interrogativi del perché e del come;
- suspense: sentimento del lettore che il protagonista non sente;
- sorpresa: fatto imprevisto nel corso del racconto ma anche nel finale. Dal punto di vista della struttura lo schema di base del racconto fantastico è abbastanza semplice:
- la prima parte è costituita da un racconto-attestazione del quotidiano che ha la funzione di costruire il piano della normalità;
- segue la sezione principale che contiene la trasgressione;
- si ha infine la conclusione, particolarmente importante nel fantastico classico, dove le attese del lettore sono spiazzate; ricorre tuttavia anche il finale aperto, che ha lo scopo di inquietare e turbare il lettore.